# I grandi successi originali (Raffaella Carrà)
I grandi successi originali  quindicesima raccolta italiana di Raffaella Carrà, pubblicata nel 2000 dall'etichetta discografica RCA e distribuito dalla BMG Ricordi come volume della serie Flashback - I grandi successi originali.

## Il disco
Raccolta su due CD oppure MC (esiste anche su una sola audiocassetta a lunga durata - RCA 7432 1829384), fa parte della collana a prezzo economico intitolata Flashback e riunisce i maggiori successi della cantante estratti dai primi tre album pubblicati tra il 1970 ed il 1972 con la RCA Italiana.
Contiene tutte le 22 tracce della raccolta Fantastica Carrà, già stampata nel 1996 su un unico CD (sempre senza rimasterizzazione), oltre ai brani Ma che sera e Non ti mettere con Bill a completare i 24 pezzi proposti.
Fotografia sulla copertina di Luciano Tramontano.
Nel 2007 è stato ristampato solo il primo dei due CD (12 tracce) utilizzando una copertina diversa (RCA 88697200082).
Come tutte le altre antologie non ufficiali, non è mai stata promossa dall'artista e non è disponibile per il download digitale né per lo streaming. Nessun inedito presente.

## Tracce
CD 1
1. Ma che musica maestro – 3:16 (testo: Sergio Paolini, Stelio Silvestri – musica: Franco Pisano)
2. Pensami (Who Are We) – 3:13 (testo: Climax,[3] Gianni Boncompagni – musica: James Last)
3. Chissà chi sei (Sookie Sookie) – 2:24 (testo: Climax, Gianni Boncompagni – musica: Don Covay, Steve Cropper)
4. Dudulalà – 2:38 (testo: Climax, Gianni Boncompagni – musica: Eduardo Carballo, Carlos Levin)
5. Chissà se va – 2:51 (testo: Castellano e Pipolo[4] – musica: Franco Pisano)
6. TOP (T.O.P) – 3:15 (testo: Climax, Gianni Boncompagni – musica: Oscar Harris, Frank Smith)
7. Tuca tuca – 2:38 (testo: Gianni Boncompagni – musica: Franco Pisano)
8. Accidenti a quella sera – 3:58 (Gianni Boncompagni)
9. Domenica non è (Hum a Song (from Your Heart)) – 2:31 (testo: Gianni Meccia, Gianni Boncompagni – musica: Richard Ross)
10. Perdono, non lo faccio più – 1:56 (testo: Gianni Boncompagni – musica: Franco Pisano)
11. T'ammazzerei – 3:00 (testo: Antonio Amurri – musica: Gianni Boncompagni)
12. I Say a Little Prayer – 3:08 (Hal David, Burt Bacharach)

Durata totale: 34:48
CD 2
1. If I Give My Heart to You – 2:34 (Jimmy Brewster, Jimmie Crane, Al Jacobs)
2. Reggae Rrrrr! – 2:35 (testo: Gianni Boncompagni – musica: Franco Pisano)
3. Close to You – 3:43 (Hal David, Burt Bacharach)
4. E penso a te – 4:02 (testo: Mogol – musica: Lucio Battisti)
5. Vi dirò la verità – 3:23 (testo: Gianni Boncompagni – musica: Franco Pisano)
6. Ma che sera (vers. finto live) – 3:44 (Gianni Boncompagni)
7. Conta su di me (Footprints on the Moon) – 3:03 (testo: Climax, Gianni Boncompagni – musica: Johnny Harris)
8. Non ti mettere con Bill – 2:54 (testo: Gianni Boncompagni – musica: Franco Pisano)
9. Maga Maghella – 2:45 (testo: Castellano e Pipolo – musica: Franco Pisano)
10. El Borriquito – 3:40 (Peret [5])
11. Papà – 3:44 (Gianni Boncompagni)
12. Raindrops Keep Fallin' on My Head – 3:26 (testo: Hal David – musica: Burt Bacharach)

Durata totale: 39:33